# Rothenburg (Lucerna)
Rothenburg es una comuna suiza del cantón de Lucerna, situada en el distrito de Hochdorf. Limita al norte con la comuna de Rain, al este con Eschenbach, al sur con Emmen, y al oeste con Neuenkirch.

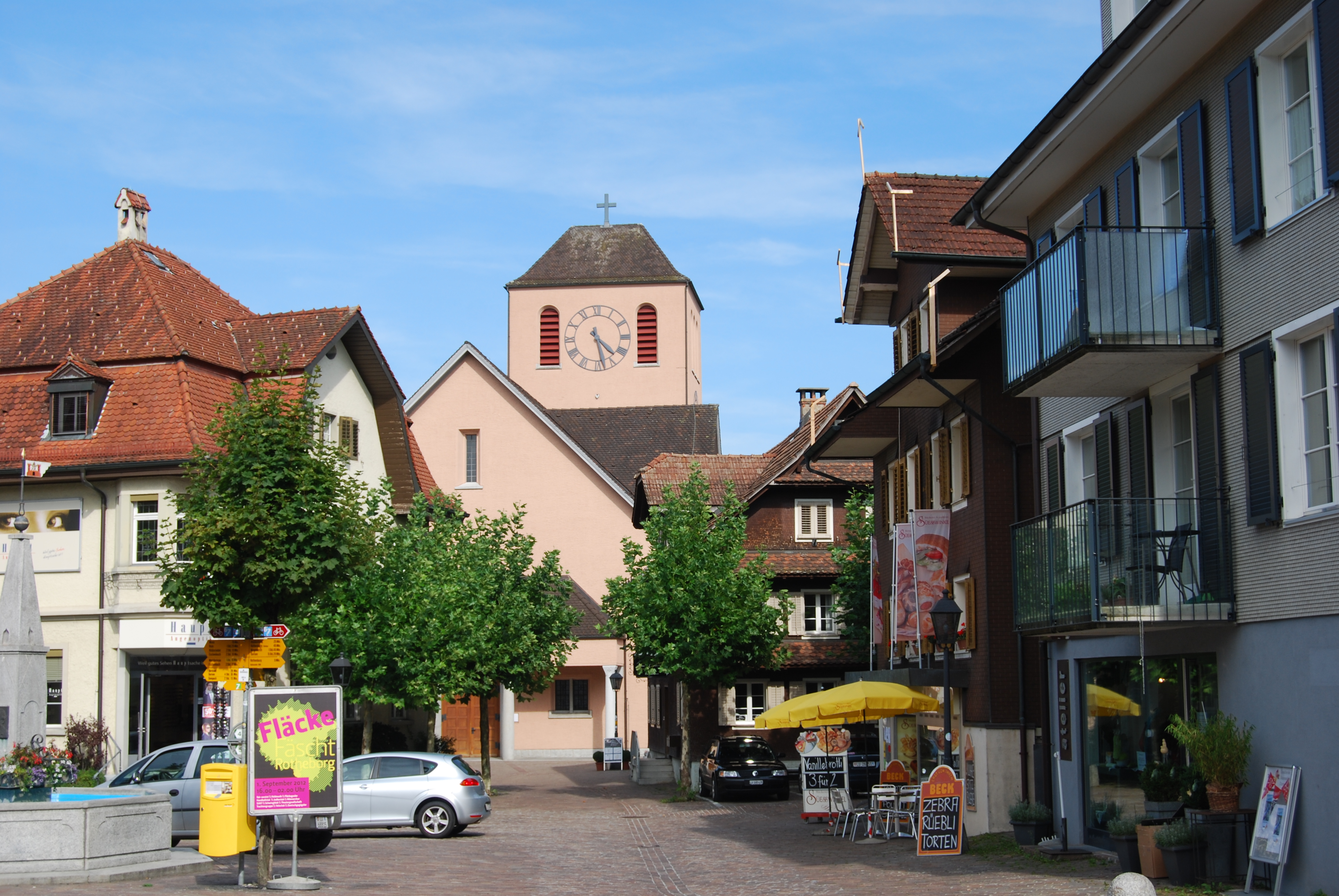
Rothenburg

## Ciudades hermanadas
- Rotenburg an der Fulda.